# ブランジー＝シュル＝ブレール
ブランジー＝シュル＝ブレール （Blangy-sur-Bresle）は、フランス、ノルマンディー地域圏、セーヌ＝マリティーム県のコミューン。

## 地理
ブランジー＝シュル＝ブレールは、ブレール川とウーの森の中間に位置している。A28のインターチェンジから行くことができる。ガマシュとは9km、フカルモンとは11km、ウーとは21km、オマールとは22km、アブヴィルとは29km、アンヴェルムとは33km、ヌフシャテル・アン・ブレとは34km離れている。
ブランジー＝シュル＝ブレール駅があり、ボーヴェ-ル・トレポール-メール線が停車する。

## 歴史
- 1940年 - 市街は激しい爆撃の結果破壊され、市街全体の約80％が廃墟となった。
- 1944年8月17日 - ブランジーとブタンクールの住民たちがドイツ軍によって牧草地に押し込められた。2人のレジスタンス戦闘員、イヴ・テルニジアンとモーリス・ドゥラトルが拷問を受けて死亡した。2人の遺体が見つかることはなかった[1]。県道1015号線にある記念碑は、この事件を想起させるものである。
- 1962年4月9日 - ブランジーからブランジー＝シュル＝ブレールが正式名称となった[2]。

## 人口統計
| 1962年 | 1968年 | 1975年 | 1982年 | 1990年 | 1999年 | 2005年 | 2015年 |
| ------ | ------ | ------ | ------ | ------ | ------ | ------ | ------ |
| 2925   | 3336   | 3404   | 3456   | 3447   | 3405   | 3188   | 2973   |

参照元:1962年から1999年までは複数コミューンに住所登録をする者の重複分を除いたもの。それ以降は当該コミューンの人口統計によるもの。1999年までEHESS/Cassini、2006年以降INSEE

## 史跡

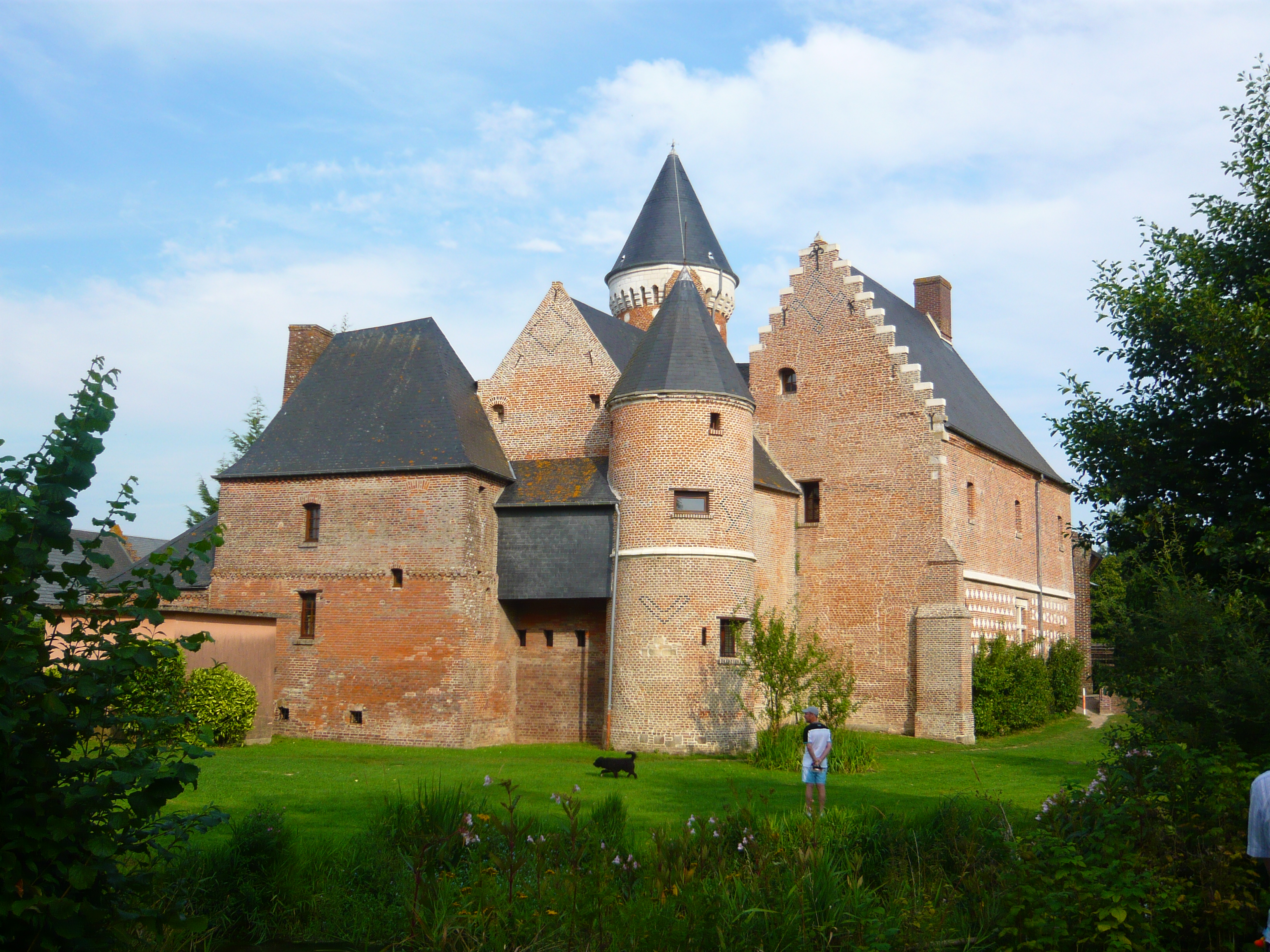
フォンテーヌのマノワール

- パンティエーヴルのマノワール - 1636年。グランド・マドモワゼルの命で建設された。歴史的記念物[6]
- ノートル・ダム教会 - 13世紀から16世紀。百年戦争時代に損傷し、1940年の爆撃で破壊された。1957年再建。
- フォンテーヌのマノワール - 中世前期、フォンテーヌはル・トレポールのサン・ミシェル修道院の封土であった。

## 姉妹都市
- アペガメ、トーゴ

## 参照
1. ↑  Karine Lapostolle, fr:Le Courrier picard, 16 août 2014, édition d'Abbeville, p. 13.
2. ↑  fr:Code officiel géographique 1999, Paris, fr:Institut national de la statistique et des études économiques (Insee), Template:13e, 1999, pagination multiple, 30 cm ISBN 2-11-066875-X, page 76-12 : Blangy devient Blangy-sur-Bresle par décret du 3 avril 1962 (JO du 8 avril 1962) avec effet au 9 avril 1962.
3. ↑  http://cassini.ehess.fr/cassini/fr/html/fiche.php?select_resultat=4443
4. ↑  https://www.insee.fr/fr/statistiques/3293086?geo=COM-76101
5. ↑  http://www.insee.fr
6. ↑  http://www2.culture.gouv.fr/public/mistral/merimee_fr?ACTION=CHERCHER&FIELD_1=REF&VALUE_1=PA76000046